# Ensuès-la-Redonne
Ensuès-la-Redonne é uma comuna francesa na região administrativa da Provença-Alpes-Costa Azul, no departamento de Bouches-du-Rhône. Estende-se por uma área de 25,83 km². Em 2010 a comuna tinha 5 621 habitantes (densidade: 217,6 hab./km²).